# George Collie
Reginald George Collie (ur. 21 grudnia 1940 w Nassau) – bahamski lekkoatleta, olimpijczyk.
Wziął udział w Letnich Igrzyskach Olimpijskich 1964 w biegach na 100 i 200 m. W biegu eliminacyjnym na 100 m zajął 5. miejsce, nie awansując do dalszej rundy (10,90 s – 50. czas wśród 73 zawodników). Na drugim dystansie ponownie zajął 5. miejsce w biegu eliminacyjnym, również odpadając z zawodów (21,91 s – 41. wynik wśród 57 sprinterów).
Na Igrzyskach Imperium Brytyjskiego i Wspólnoty Brytyjskiej 1966 wystartował w trzech konkurencjach. W biegach na 100 i 220 jardów odpadł w biegach ćwierćfinałowych, natomiast w eliminacjach sztafety 4 × 110 jardów drużyna bahamska została zdyskwalifikowana. W 1967 roku wystąpił na igrzyskach panamerykańskich, odpadając w półfinale biegu na 200 m (był również zgłoszony do sztafety 4 × 100 m, jednak drużyna bahamska ostatecznie nie pojawiła się na starcie).
W 1962 roku startował na igrzyskach Ameryki Środkowej i Karaibów. Nie zdobył medalu, jednak był uczestnikiem sztafety 4 × 100 m, która w biegu półfinałowym pobiła rekord Bahamów (41,6 s). W 1964 roku zdobył złoty medal w biegu na 200 m podczas mistrzostw Brytyjskich Indii Zachodnich (21,5 s).
Był dziadkiem stryjecznym Latario Collie-Minnsa, również olimpijczyka.
Rekordy życiowe: bieg na 100 m – 10,63 (1966), bieg na 200 m – 21,0 (1964). 